# Gambit Publications
Gambit Publications, coneguda en el món dels escacs més simplement com a Gambit, és una editorial de llibres d'escacs, que té la seu a Londres. Vinculada a la distribuidora Central books, és una de les més destacades editorials especialitzades en escacs de l'actualitat, i ha publicat més de 150 llibres en aquest àmbit.
L'empresa fou fundada per tres rellevants jugadors britànics; el GM John Nunn n'és el director d'escacs, el GM Murray Chandler n'és el director de negocis, i el Mestre de la FIDE Graham Burgess n'és el director editorial.
Alguns dels més importants llibres publicats per l'editorial Gambit són Mastering the Chess Openings (quatre volums) de John Watson, Secrets of Modern Chess Strategy també de Watson, Fundamental Chess Endings de Karsten Müller i Frank Lamprecht, Understanding the Chess Openings de Sam Collins, i la nova sèrie Chess Explained, de diversos autors.